# 無證騎士 (何晉樂歌曲)
無證騎士，是一首2022年的香港粵語歌曲，由周錫漢作曲，陳詠謙、詩詞填詞；香港男歌手何晉樂主唱，為其初出道作品；由愛爆音樂派台。

## 創作與製作
無證騎士時長4分17秒，以
拍的D大調創作，每分鐘122拍，由周錫漢負責作曲、編曲（與黃兆銘共編）、監製，陳詠謙、詩詞填詞。
何晉樂表示歌詞取材自他童年時被欺凌的經歷。歌名亦取自他喜歡的動漫角色「無證騎士」，此角是《一拳超人》的人物，是一個沒有超能力的英雄，以強大意志力及樂於助人之心見稱。

## 發行與宣傳
歌曲於2022年5月28日透過無綫電視旗下的愛爆音樂發行，並被派送至新城電台、香港商業電台。
音樂錄像方面，何晉樂在當中飾演一名咖啡師，女主角則由無綫電視藝員陳若思擔任。取景的咖啡室位於中環半山的普慶坊。

## 派台成績
新城知訊台勁爆本地榜 走勢
合共上榜3周。
| 周次     | 第30周  | 第31周  | 第32周 |
| 放榜日期 | 7月23日 | 7月30日 | 8月6日 |
| 榜上位置 | 20      | 10      | 3      |
| -------- | ------- | ------- | ------ |

TVB勁歌金榜 走勢
合共上榜7周。
| 周次     | 第24周  | 第25周  | 第26周  | 第27周 | 第28周 | 第29周  | 第30周  |
| 放榜日期 | 6月11日 | 6月18日 | 6月25日 | 7月2日 | 7月9日 | 7月16日 | 7月23日 |
| 榜上位置 | 9       | 7       | 6       | 5      | 4      | 3       | 3       |
| -------- | ------- | ------- | ------- | ------ | ------ | ------- | ------- |

### 各大流行榜最高位置
| 樂壇流行榜     | 最高位置 |
| -------------- | -------- |
| 新城勁爆本地榜 | 3        |
| 勁歌金榜       | 3        |

## 備註
1. ↑  結尾「身染平凡 偏信 異能突破」一句呼應了「無證騎士」一角的特色。歌詞中亦出現美國或日本動漫事物，包括「航空智能裝甲」、「時光機」、「神盾」。